# Otto-Werner Marquardt
Otto-Werner Marquardt (* 20. Dezember 1944 in Bevensen, Landkreis Uelzen; † 7. April 2023 in Verden) war ein deutscher Agrarwissenschaftler, Verbandsfunktionär und Präsident der  Deutschen Gesellschaft für Züchtungskunde (DGfZ) 2010–2019. Ab 2019 war er deren Ehrenpräsident.

## Leben und Wirken
Marquardt wuchs auf dem landwirtschaftlichen Betrieb seiner Eltern auf. Nach dem Schulabschluss 1963 absolvierte er eine landwirtschaftliche Lehre und studierte an der Ingenieurschule für Landbau in Celle und der Universität Göttingen Agrarwissenschaft. Die abschließende Promotion zum Dr. agr. folgte mit der Dissertation zum Thema: Selektionskriterien für die niedersächsische Herdbuch-Schweinezucht 1974.
Die anschließende Referendarzeit endete 1976 mit dem Abschluss der zweiten Staatsprüfung (Thema der Zulassungsarbeit: Stand, Probleme und Entwicklungsmöglichkeiten der hannoverschen Schwarzbuntzucht).
Nach einer zweijährigen Tätigkeit im Niedersächsischen Landwirtschaftsministerium trat Marquardt in die Zuchtrinder-Erzeugergemeinschaft Hannover e. G. ein und wurde 1979 deren Zuchtleiter und Hauptgeschäftsführer.
Die Landwirtschaftskammer Hannover ernannte ihn gleichzeitig zum Tierzuchtreferenten und 1984 zum damals jüngsten Tierzuchtdirektor Deutschlands. In 32 Jahren fachlichen Wirkens entwickelte Marquardt die Herdbuchgesellschaft alter Prägung zur modernen, exportorientierten Vermarktungsgesellschaft Masterrind, deren Gründungsgeschäftsführer er war.
Zum Jahresende 2009 ging Marquardt in den beruflichen Ruhestand, behielt jedoch bis 2015 den Aufsichtsratsvorsitz der Uelzener Versicherungen. 2010 wurde er in das Präsidentenamt der DGfZ gewählt, das er bis 2019 innehatte.

## Ehrungen
- Adolf-Köppe-Nadel durch die DGfZ 2010 und die
- Richard-Götze-Medaille durch die Arbeitsgemeinschaft Deutscher Rinderzüchter (ADR)
- Bundesverdienstkreuz am Bande 2021